# Коли-инфекция
Коли-инфекция (от лат. Escherichia coli — кишечная палочка; син. эшерихиоз, колибактериоз, колиэнтерит, колидиспепсия) — группа инфекционных болезней, вызываемых патогенными серотипами кишечных палочек. Наиболее часто эти бактерии вызывают острые кишечные расстройства (кишечную коли-инфекцию), а у детей раннего возраста и у ослабленных лиц могут также явиться причиной поражения мочевыводящих путей (см. пиелонефрит, цистит), иногда - развития холецистита, менингита, сепсиса. Различают энтеропатогенную, энтеротоксигенную, энтероинвазивную, энтерогеморрагическую, энтероадгезивную и другие формы течения инфекции, обусловленных разными серотипами возбудителя. Наиболее частые возбудители диареи путешественников.

## Этиология и эпидемиология
Патогенные кишечные палочки по антигенным свойствам условно разделяют на 4 группы: энтеропатогенные кишечные палочки (0111, 055, 018, 026 и др.), вызывающие эпидемические вспышки энтеритов и гастроэнтеритов гл. обр. у детей раннего возраста, в т. ч. у новорождённых (особенно часто у недоношенных и ослабленных детей); энтеротоксигенные кишечные палочки (06, 07, 08, 09, 015, 020, 075, 0159 и др.), обусловливающие заболевания типа гастроэнтерита, энтерита и, редко, энтероколита у детей всех возрастов (чаще у детей в возрасте от 6 мес. до 2 лет) и взрослых; энтероинвазивные кишечные палочки (0124, 0129, 032, 0144 и др.), являющиеся причинами заболеваний, сходных по клинике с дизентерией, у детей всех возрастных групп (преимущественно у детей старше 1 года) и взрослых; кишечные палочки 0157, вызывающие эпидемические вспышки геморрагических колитов у взрослых.
Кишечные палочки довольно устойчивы в окружающей среде (на загрязнённых поверхностях пеленальных столов, игрушках могут сохраняться более 100 дней); при кипячении гибнут в течение 15 с, под действием 1% р-ра хлорамина или 5% р-ра лизола - в течение 3- 5 мин.
Источниками патогенных кишечных палочек являются больной коли-инфекцией, бактерионоситель, а также инфицированные молодые домашние животные (телята, поросята и др.). Пути заражения - пищевой, водный, у детей раннего возраста (особенно новорождённых), кроме того, и контактно-бытовой (возбудитель инфекции передается через загрязнённые руки матерей, обслуживающего персонала, через предметы ухода за ребёнком и др.).
Сезонный подъём заболеваний, вызванных энтеропатогенными кишечными палочками, наблюдается в зимне-весенние месяцы, а заболеваний, обусловленных другими видами патогенных кишечных палочек, - летом.

## Клиническая картина
Длительность инкубационного периода заболеваний, вызываемых патогенными кишечными палочками, от 12-24 ч до 4-6 дней.
Заболевания, обусловленные энтеропатогенными и энтеротоксигенными кишечными палочками, имеют сходную клиническую картину. У детей раннего возраста, особенно первых месяцев жизни, коли-инфекция (чаще обусловленная энтеропатогенными кишечными палочками) начинается, как правило, постепенно. Отмечаются снижение аппетита, срыгивания, остановка прибавки массы тела, некоторое учащение и разжижение стула. К 5-7-му дню состояние ухудшается, присоединяются лихорадка (чаще умеренная), рвота, стул учащается до 10 и более раз в сутки, испражнения становятся водянистыми, брызжущими, с жёлтым или оранжевым оттенком, возникает метеоризм. Нарастают симптомы обезвоживания: снижается тургор кожи, усиливается сухость слизистых оболочек, западают большой родничок и глазные яблоки, голос становится хриплым (см. Обезвоживание организма). Появляются признаки нарушения кровообращения (тахикардия, бледность и цианоз кожи и слизистых оболочек, глухость тонов сердца, повышение, а затем снижение АД, одышка). Печень и селезёнка не увеличены. В крови характерных изменений нет. При исследовании испражнений лейкоциты и эритроциты не обнаруживают. Выздоровление может наступить на 1- 4-й неделе после начала болезни. Примерно у трети больных заболевание принимает длительное волнообразное течение. В отдельных случаях присоединяются осложнения (отит, цистит, пиелонефрит, менингит), возможно развитие колибактериального сепсиса. Иногда в раннем детском возрасте коли-инфекция, обусловленная энтеропатогенными и энтеротоксигенными кишечными палочками, может протекать легко с нерезко выраженными явлениями энтерита, нормальной или субфебрильной температурой тела, отсутствием выраженных признаков обезвоживания и незначительным ухудшением общего состояния. Часто наблюдается сочетанное развитие острого респираторного вирусного заболевания и коли-инфекции, что может привести к более тяжелому течению последней и возникновению осложнений.
У детей старше 3 лет и взрослых начало заболеваний, вызванное энтеропатогенными и энтеротоксигенными кишечными палочками, острое. Появляются тошнота, нечастая рвота, схваткообразные боли в животе, незначительный подъём температуры тела. Стул учащается обычно до 2-6 раз в сутки; испражнения становятся обильными, брызжущими, содержат много воды; слизи и прожилков крови не обнаруживают. Течение болезни в большинстве случаев легкое или среднетяжелое, продолжительность - 3-6 дней. Наблюдаются также стертые формы болезни.
Клиническая картина заболеваний, обусловленных энтероинвазивными кишечными палочками, характеризуется острым началом с умеренным повышением температуры тела в течение 1-3 дней, ухудшением аппетита, схваткообразными болями в животе по ходу толстой кишки, скудными испражнениями с примесью слизи и иногда крови. Выздоровление наступает в конце первой - начале второй недели болезни.
Заболевания, обусловленные кишечной палочкой 0157, характеризуются выраженными явлениями интоксикации, лихорадкой, геморрагическим колитом. У некоторых больных наблюдаются невриты, поражения почек.
Различают кишечные, паракишечные, септические эшерихиозы.

### Кишечные эшерихиозы
Эшерихиоз, вызываемый энтеротоксигенными штаммами - это острая кишечная диарейная инфекция холероподобного течения, протекающая с поражением тонкой кишки без выраженного синдрома интоксикации.
Заболевание является основной нозологической формой, так называемой диареи путешественников. Инкубационный период составляет 16-72 ч.
Заболевание начинается остро. Больные ощущают общую слабость, головокружение. Температура тела нормальная или субфебрильная. Одновременно с этим возникают разлитые боли в животе схваткообразного характера. У всех больных появляется частый, жидкий, обильный стул, который быстро становится бескаловым, водянистым, без зловонного запаха. Некоторых больных беспокоит тошнота и повторная рвота вначале съеденной пищей, затем мутной белесоватой жидкостью.
Живот вздут, при пальпации малоболезненный, определяется сильное урчание, толстая кишка не изменена. Заболевание может иметь как легкое, так и тяжелое течение. Тяжесть состояния определяется степенью обезвоживания. Иногда болезнь протекает молниеносно с быстрым развитием эксикоза.
Эшерихиоз, вызываемый энтероинвазивными кишечными палочками - это острая кишечная инфекция, протекающая с симптомами общей интоксикации и преимущественным поражением толстой кишки. Инкубационный период длится 6-48 ч.Развиваются явления общего токсикоза - озноб, общая слабость, разбитость, головная боль, снижение аппетита, боли в мышцах конечностей, однако у многих больных самочувствие на протяжении заболевания сохраняется относительно хорошим. Температура тела у большей части больных нормальная или субфебрильная, у 1/4 пациентов - в пределах 38-39 °C, и только у 10% - выше 39 °C. Через несколько часов от начала заболевания появляются симптомы поражения желудочно-кишечного тракта. Начальная непродолжительная водянистая диарея сменяется колитическим синдромом. Боли в животе локализуются преимущественно в нижней части живота, сопровождаются ложными позывами на дефекацию. Стул учащается до 10 раз в сутки, редко больше, испражнения имеют кашицеобразную или жидкую консистенцию, содержат примесь слизи, а иногда и крови. При более тяжелом течении болезни испражнения теряют каловый характер, состоят из одной слизи и крови. При объективном обследовании больного в разгаре заболевания толстая кишка в дистальном отделе или на всем протяжении спазмирована, уплотнена и болезненна. Печень и селезёнка не увеличены.
При ректороманоскопии выявляется катаральный, реже катарально-геморрагический или катарально-эрозивный проктосигмоидит.
Болезнь характеризуется кратковременным и доброкачественным течением. Лихорадка сохраняется в течение 1-2 дней, реже 3-4 дня. Через 1-2 дня стул становится оформленным, без патологических примесей. Спазм и болезненность толстой кишки при пальпации исчезают в большинстве случаев к 5-7-му дню болезни. Полное восстановление слизистой оболочки толстой кишки наступает к 7-10-му дню болезни.

### Паракишечные эшерихиозы
Непатогенные эшерихии, в норме в больших количествах населяющие кишечник, могут, тем не менее, вызвать развитие патологии при попадании в другие органы или полости человеческого тела. Если бактерия попадает через отверстие в ЖКТ в брюшную полость, может возникнуть перитонит. Попав и размножившись во влагалище женщины, бактерия может вызвать или осложнить кольпит. В таких случаях в лечение включается применение антибиотиков, проводимое таким образом, чтобы не подавлять нормальную микрофлору кишечника, иначе возможно развитие дисбактериоза. У ослабленных лиц может вызвать пневмонию, пиелонефрит, менингит, сепсис.
E. coli очень чувствительна к таким антибиотикам, как стрептомицин или гентамицин. Однако, E. coli может быстро приобретать лекарственную устойчивость.

### Септические эшерихиозы
Могут быть вызваны как патогенными, так и условно-патогенными эшерихиями. У детей эшерихиозы, вызванные энтеропатогенными кишечными палочками, протекают в виде различной тяжести энтеритов, энтероколитов, а у новорождённых и недоношенных детей — и в септической форме. Септическая форма заболевания у детей протекает с выраженными симптомами общей интоксикации, повышением температуры тела, анорексией, срыгиванием, рвотой, возникновением множественных гнойных очагов. При этом кишечный синдром может быть мало выраженным.

## Лечение
При холероподобном течении эшерихиоза у детей главным терапевтическим мероприятием является восстановление водно-электролитного баланса. Оно
достигается путём пероральной регидратации глюкозо-электролитными растворами, а в тяжелых случаях - внутривенным введением полиионных растворов. Больным назначают также кишечные антисептики (нитрофурановые препараты, оксихинолины).
Принципы и способы лечения больных дизентериеподобным эшерихиозом те же, что и бактериальной дизентерии. Эти же принципы используют при диарее путешественников.
В лечении энтеропатогенного эшерихиоза используют кишечные антисептики, в тяжелых случаях — антибиотики (полимиксины, аминогликозиды,
цефалоспорины III поколения, рифакол, фторхинолоны, канамицин). Патогенетическая терапия аналогична той, которая используется в лечении осмотической
гипоферментативной диареи. Внутривенная инфузионная терапия тяжелых форм заболевания (особенно при позднем поступлении в стационар) проводится с учётом возможной трофической (белковой) недостаточности и снижения содержания альбумина в плазме крови.
Лечение больных энтерогеморрагическим эшерихиозом включает этиотропные средства и энергичную патогенетическую терапию. Этиотропная терапия в
легких случаях включает кишечные антисептики, в тяжелых — фторхинолоны, цефалоспорины III поколения, рифакол. В патогенетической терапии тяжелых форм заболевания используют большие дозы глюкокортикостероидов (преднизолон 200 мг/сут), плазмаферез, гемодиализ.
Септические формы лечат по общим принципам лечения сепсиса. Проводится коррекция ДВС-синдрома с учётом его стадии.
Лечение обычно проводят в стационаре. Лечение на дому допустимо только в случае нетяжелого течения кишечной коли-инфекции у детей старше 1 года и у взрослых (если они не являются работниками пищевых и приравненных к ним предприятий) при возможности организовать в домашних условиях изоляцию больного и уход за ним. При кишечной коли-инфекции детям грудного возраста назначают антибиотики неомицинового ряда, рифампицин, полимиксин, препараты налидиксовой кислоты; детям старше 1 года и взрослым - только при тяжелом течении болезни. Эффективны коли-протейный фаг и препараты, нормализующие кишечную флору (лактобактерин и др.).
С первого дня болезни грудной ребёнок должен получать соответствующее возрасту питание в объёме не менее половины нормы, показано дробное кормление грудным молоком (начиная с 10-20 мл через каждые 2 ч), а при его отсутствии - кислыми молочными смесями в сочетании с рисовым отваром. Детям старше 1 года и взрослым в первые дни болезни рекомендуют кефир, ацидофилин, творог, протертые овощи.
При коли-инфекции, сопровождающейся обезвоживанием, большое значение имеет быстрое и адекватное восполнение потерянных организмом воды и солей путём проведения оральной или внутривенной регидратации. Рекомендуется частое дробное питьё растворов, восстанавливающих водно-минеральный обмен. Наиболее эффективны глюкосалан и регидрон, в которых соотношение глюкозы, солей натрия и калия обеспечивает оптимальное всасывание их из кишечника в кровь. Эти расстворы следует чередовать с питьём чая или овощного отвара. Объём жидкости, к-рый должен выпить больной в первые 6-8 ч болезни, составляет ориентировочно для грудных детей 100 мл на 1 кг массы тела, а для детей старше 1 года и взрослых - соответственно 80-50 мл на 1 кг массы тела. При тяжелом течении болезни в первые дни регидратацию проводят путём капельного внутривенного введения 10% р-ра глюкозы в сочетании с р-ром Рингера, реополиглюкином и альбумином, восполнение потерь калия - путём внутривенного введения препаратов калия.
При цистите, пиелонефрите, холецистите, менингите, сепсисе и других заболеваниях колибактериальной природы назначают этиотропное лечение с использованием антибактериальных средств, применяемых для лечения кишечной коли-инфекции, и соответствующее патогенетическое лечение.
Прогноз при своевременно начатом и адекватном лечении в большинстве случаев благоприятный. При поздно начатом лечении у детей раннего возраста возможны летальные исходы.

## Профилактика
Система профилактических мероприятий для эшерихиоза определяется его принадлежностью к той или иной категории и аналогична
профилактике других острых кишечных инфекций с соответствующей эпидемиологической составляющей. Специфическая профилактика не разработана.

### Экспериментальные методы лечения и профилактики
Терапия и профилактика бактериофагами эшерихиоза была разработана более 80 лет назад в Советском Союзе, где использовалась для лечения и профилактики диареи, вызванной E. coli. В настоящее время фаговая терапия доступна лишь в Центре фаговой терапии в Грузии и в Польше.
Бактериофаг Т4 является хорошо изученным фагом, инфицирующим E. coli.
Исследователи разрабатывают эффективные вакцины для профилактического снижения количества случаев заражения патогенными штаммами E. coli по всему миру.
В апреле 2009 года исследователи Мичиганского университета заявили о том, что разработали вакцину для одного из штаммов E. coli. Подана заявка на патент.